# Cardamine fauriei
Cardamine fauriei är en korsblommig växtart som beskrevs av Augustin Abel Hector Léveillé. Cardamine fauriei ingår i släktet bräsmor, och familjen korsblommiga växter. Inga underarter finns listade i Catalogue of Life.